# 2025年のタイグランプリ
2025年のタイグランプリは、ロードレース世界選手権の2025年シーズン開幕戦として、3月2日にタイ・ブリーラム県のチャーン・インターナショナル・サーキットで開催された。